# Maxim Reality
Maxim, tidigare Maxim Reality, egentligen Keith Palmer, född 21 mars 1967 i Peterborough i Cambridgeshire i England, är en brittisk MC mest känd som medlem i The Prodigy. Han kallade sig under 1990-talet för Maxim Reality men bytte senare till endast Maxim, som han även använder i sin solokarriär.

## Diskografi
- Hell's Kitchen (2000)
- Fallen Angel (2005)